# المرأة للأعلى (وضع جنسي)
المرأة للأعلى أو راعية البقر (بالإنجليزية: Woman on top)‏، هي مجموعة من الوضعيات الجنسية التي يكون فيها:
- الشريك المدرج (الفاعل) مستلقي على ظهره (أو ظهرها) أو يجلس على كرسي، الأريكة...إلخ.
- الطرف المتلقي يصعد على الطرف المدرج ويقابل بعضهما وجهاً لوجه.
- يقوم الطرفان بوضع مهبل أو شرج المتلقي مقابل قضيب الفاعل لتحقيق الاختراق.
- يمكن لكلى الشريكين رؤية بعضهما البعض لا سيما يمكن للشريك مداعبة وعناق ثدي الشريك المتلقي.[1]

## التسمية
غالباً ما يُطلق على الوضع الأكثر ارتباطاً بالمرأة في الأعلى اسم راعية البقر أو وضع الامتطاء، والذي اشتق اسمه من صورة المرأة «التي تمتطي» الرجل كراعية البقر التي تمتطي الفرس.